# Der Stern von Afrika
Der Stern von Afrika é um filme germano/espanhol de 1957, dos gêneros drama e guerra, em preto e branco, dirigido por Alfred Weidenmann, roteirizado por Herbert Reinecker e Udo Wolter, música de Hans-Martin Majewski.

## Sinopse
O filme narra a história verídica de Hans-Joachim Marseille, hábil piloto de combate alemão da Segunda Guerra Mundial, que se distinguiu com 158 confirmadas vitórias, ficando conhecido como a Estrela da África ou a Águia do deserto.

## Elenco
- Joachim Hansen ....... Hans-Joachim Marseille
- Marianne Koch ....... Brigitte
- Hansjörg Felmy ....... Robert Franke
- Horst Frank .......  Albin Droste
- Peer Schmidt ....... Answald Sommer
- Carl Lange .......  Krusenberg (as Karl Lange)
- Werner Bruhns .......  	... 	Werner Haydenreich
- Alexander Kerst .......  Major Niemeyer
- Albert Hehn .......  Major Schliemann